# Phaonia naticerca
Phaonia naticerca är en tvåvingeart som beskrevs av Xue, Chen och Liang 1993. Phaonia naticerca ingår i släktet Phaonia och familjen husflugor.
Artens utbredningsområde är Liaoning (Kina). Inga underarter finns listade i Catalogue of Life.